# Lerné
Lerné ist eine französische Gemeinde mit 347 Einwohnern (Stand: 1. Januar 2022) im Département Indre-et-Loire in der Region Centre-Val de Loire. Sie gehört zum Arrondissement Chinon und zum Kanton Chinon. Die Einwohner werden Lernéens genannt.

## Geographie
Lerné liegt etwa zehn Kilometer westsüdwestlich von Chinon. Umgeben wird Lerné von den Nachbargemeinden Saint-Germain-sur-Vienne im Norden, Thizay im Norden und Nordosten, Seuilly im Osten, Vézières im Süden, Bournand im Süden und Südwesten, Roiffé im Westen sowie Couziers im Nordwesten. 

## Bevölkerungsentwicklung
| 1962                       | 1968 | 1975 | 1982 | 1990 | 1999 | 2006 | 2017 |
| -------------------------- | ---- | ---- | ---- | ---- | ---- | ---- | ---- |
| 444                        | 429  | 370  | 338  | 330  | 312  | 336  | 296  |
| Quellen: Cassini und INSEE |      |      |      |      |      |      |      |

## Sehenswürdigkeiten
- Kirche Saint-Martin
- Ruine von Lerné und Schloss Cessigny
- Schloss Maulévrier
- Schloss Chavigny, 1638 bis 1646 erbaut

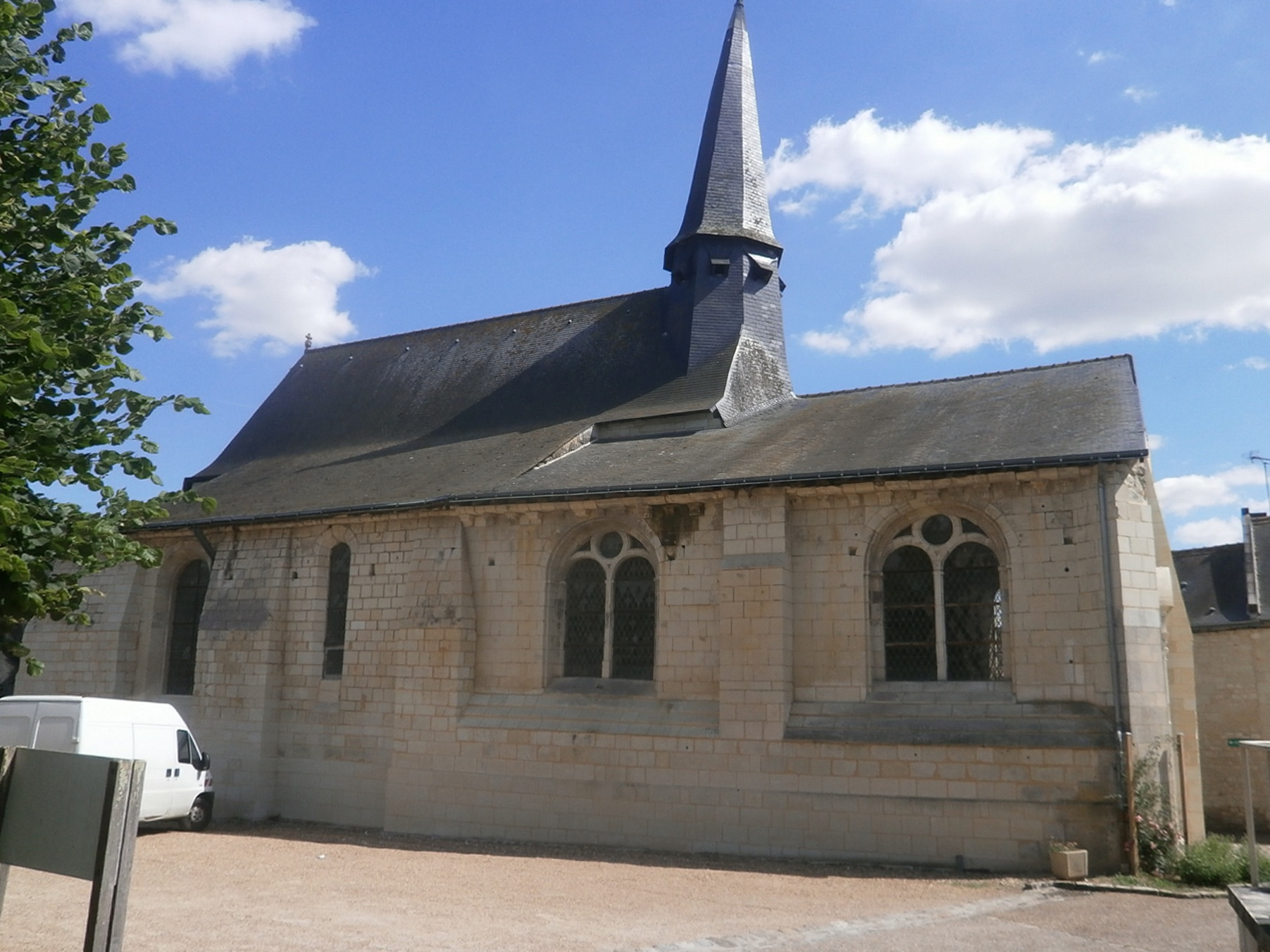
Kirche Saint-Martin